# Helen Harrison-Bristol
Helen Marcelle Harrison Bristol (7 décembre 1909 - 27 avril 1995) était une instructrice canadienne pionnière de l'aviation civile et la première pilote de traversier[pas clair] auxiliaire canadien du transport aérien pendant la Seconde Guerre mondiale.

## Les premières années
Elle est née à Vancouver, en Colombie-Britannique, le 7 décembre 1909, et a fait ses études en Angleterre et en Belgique. Alors qu'elle était encore enfant, elle a été envoyée à l'école St Mary à Calne, dans le Wiltshire, en Angleterre. Lors de sa résidence à Eastbourne, elle effectue son premier vol et décide de devenir pilote. Elle prit secrètement des cours de pilotage jusqu'à ce qu'elle obtienne sa licence A en 1935. Lors de sa visite à Singapour, elle s'est qualifiée pour sa qualification d'hydravion. Elle obtient sa licence B au London Airplane Club en avril 1936 et se qualifie en octobre comme instructrice. Peu de temps après, elle a déménagé en Afrique du Sud et s'est installée dans le Somerset West.
Elle a acquis une instruction supplémentaire à Johannesburg, avant de retourner en Angleterre en 1935 pour se qualifier pour une licence de pilote professionnel. Son engagement total envers l'aviation culmine en 1936 lorsqu'elle est devenue l'une des premières femmes pilotes à recevoir une qualification d'instructeur en Angleterre, et est rapidement retournée en Afrique du Sud.
En tant que première femme à détenir une qualification de pilote professionnel et d'instructeur dans ce pays, elle a enseigné au Cape Town Flying Club et a démontré une telle capacité que la Royal South African Air Force (RSAAF) lui a offert un cours d'instructeur sur les avions militaires à Pretoria. Ses capacités exceptionnelles ont ensuite été retenues par la RSAAF pour former des pilotes de réserve de l'armée de l'air. Au cours de cette période, elle s'est également qualifiée pour le certificat de pilote professionnel sud-africain ainsi que pour les qualifications d'instructeur et de vol aux instruments. Jusqu'en 1938, date à laquelle elle retourna en Angleterre, ses compétences furent employées par Central Airways à Johannesburg et Port Elizabeth.
En 1939, elle est nommée instructrice de vol en chef au Sheffield Aero Club, puis se rend aux États-Unis pour obtenir le brevet de pilote professionnel de ce pays. Tout en améliorant ses qualifications, elle s'est rendue à Hamilton, en Ontario, et a obtenu sa licence canadienne de pilote professionnel et sa qualification d'instructeur de classe deux. Le Cub Aircraft Company à Hamilton l'a embauchée en tant qu'instructrice et, en l'espace d'un an, elle a été nommée pilote d'essai et instructrice de vol en chef.
Helen avait plusieurs noms de famille. Selon son acte de divorce en Afrique du Sud, son nom de jeune fille était Testemale. Il s'agissait d'un divorce avec Louis Botha de Waal en 1939. Diverses sources donnent son nom de jeune fille comme Harrison. En avril 1935, selon un avis juridique publié dans The Times Londres, elle vivait au 33 Heathurst Road, Sanderstead, Surrey, lorsqu'elle renonça au nom de famille Barnes et déclara qu'elle devait s'appeler Helen Marcelle Harrison. Le Temple de la renommée de l'aviation du Canada la nomme Helen Marcelle Harrison Bristol.

## Seconde Guerre mondiale
Jusqu'en 1942, son expérience a été orientée vers la formation de pilote à Toronto, London et Kitchener, en Ontario, lorsqu'elle a été acceptée comme la première femme pilote de convoyage canadienne à servir au Royaume-Uni avec l'Air Transport Auxiliary (ATA). L'année suivante, elle copilote un bombardier Mitchell à travers l'océan Atlantique Nord de Montréal, au Québec jusqu'en Écosse, et jusqu'en 1944, elle livre des avions militaires au Royaume-Uni.

## Après la Seconde Guerre mondiale
En tant que pilote de démonstration pour la Percival Aircraft Company, elle a piloté un avion monomoteur à travers le Canada en 1946. Au cours des 33 années suivantes, elle a occupé des postes d'instructrice de vol en chef auprès de plusieurs services de vol de la Colombie-Britannique. En 1961, elle obtient un brevet d'instructeur aux États-Unis et jusqu'à sa retraite en 1969, après 34 ans comme pilote, elle enseigne le pilotage d'hydravions au Canada. En 1968, elle a reçu le Trophée de la sécurité aérienne du BC Aviation Council, après avoir accumulé 14 000 heures en tant que commandant de bord de nombreux types d'avions, sans blessure pour les passagers ou l'équipage.

## Honneurs et héritage
- Temple de la renommée de l'aviation du Canada (1974)
- Une rue est nommée en son honneur près de l'aéroport Mirabel (Québec).